# Stefano Pivato
Stefano Pivato (Gatteo a Mare, 3 agosto 1950) è uno storico e saggista italiano.

## Biografia
È professore emerito di storia contemporanea presso l’Università degli Studi Carlo Bo di Urbino. Nella stessa Università, ha ricoperto la carica di Preside della Facoltà di Lingue e Letterature Straniere, dal 2000 al 2008, e quella di Rettore dal 2009 al 2014. 
Dal 1989 al 1992 ha insegnato, in qualità di professore associato, nell’Università di Trieste e, durante l’anno accademico 1992-93, è stato visiting professor presso l’Università della Sorbona (Paris V) e ha tenuto lezioni e seminari nelle Università di Uppsala, Lille, Strasburgo, Metz e Lisbona.
Fra la fine degli anni Ottanta e l’inizio degli anni Novanta ha collaborato ai progetti di ricerca dell’Istituto Universitario Europeo (Firenze) e dell’Università di Lyon. Ha fatto parte dei comitati scientifici delle seguenti riviste: «Italia contemporanea», «Memoria e ricerca», «Movimento operaio e socialista» ed è membro dei comitati di direzione di «Storia e problemi contemporanei», «Prima persona» e coordinatore del comitato scientifico di «Storia dello sport. Rivista di studi contemporanei». Dal 1979 al 1989 è stato direttore dell’Istituto Storico della Resistenza di Rimini e ha diretto la rivista «Storie e Storia». Dal 1999 al 2009 ha ricoperto la carica di assessore alla cultura del Comune di Rimini. Nel 2006 è stato delegato del Rettore alle celebrazioni del quinto centenario dell’ateneo feltresco. Dal 2022 fa parte del Comitato scientifico di «Football(s). Histoire, culture, économie, societé».
Attualmente è direttore del Centro sammarinese di studi storici della Università degli studi di San Marino e fa parte del Comitato scientifico dell’Archivio dei Diari di Pieve Santo Stefano, del Comitato scientifico del Centro Interuniversitario per la storia delle università italiane (CISUI)  e del Consiglio di Amministrazione dell’Istituto Nazionale Parri. Collabora a Rai Storia. I suoi interessi di studioso si sono concentrati, negli anni, sui comportamenti collettivi degli italiani e sull’immaginario politico nel Novecento.

## Opere
- I terzini della borghesia. Il gioco del pallone nell’Italia dell’Ottocento, Milano, Leonardo 1991
- La bicicletta e il sol dell'Avvenire. Tempo libero e sport nel socialismo della Belle Epoque, Firenze, Ponte alle Grazie, 1992
- L'era dello sport, Firenze, Giunti, 1994. Ed. in lingua francese: Les enjeux du sport, Paris, Casterman, 1994
- Il nome e la storia. Onomastica e religioni politiche nell'Italia contemporanea, Bologna, Il Mulino, 1999 (seconda edizione 2000)
- Italia vagabonda. Gli italiani e il tempo libero dall'Ottocento ai nostri giorni, Roma, Carocci, 2001 (in collaborazione con Anna Tonelli)
- La storia leggera. L'uso pubblico della storia nella canzone italiana, Bologna, Il Mulino, 2002 (seconda edizione 2003)
- Bella ciao. Canto e politica nella storia d'Italia, in collaborazione con Amoreno Martellini, Roma-Bari, Laterza, 2005 (seconda edizione 2007)
- Il Touring Club Italiano, Bologna, Il Mulino, 2006
- Vuoti di memoria. Usi e abusi della storia nella vita pubblica italiana, Roma-Bari, Laterza, 2007
- con P. Battilani, ll turismo nei piccoli borghi, San Marino, Centro Sammarinese di studi storici, 2010
- Il secolo del rumore. Il paesaggio sonoro nel Novecento, Bologna, Il Mulino, 2011
- I comunisti mangiano i bambini. Storia di una leggenda, Bologna, Il Mulino, 2013 (terza edizione 2016)
- Al limite della docenza, Roma, Donzelli, 2015.
- Favole e politica. Cappuccetto rosso e Pinocchio durante la guerra fredda, Bologna, Il Mulino, 2015
- I comunisti sulla luna. L'ultimo mito della Rivoluzione russa (in collaborazione con Marco Pivato), Bologna, Il Mulino, 2017
- Sia lodato Bartali. Il mito di un eroe del Novecento, Roma, Castelvecchi, 2018
- Storia dello sport in Italia (con Paul Dietschy), Bologna, Il Mulino, 2019, ISBN 978 88 15 28373 3
- Storia sociale della bicicletta, Bologna, Il Mulino, 2019
- L’ossessione della memoria. Bartali e il salvataggio degli ebrei: una storia inventata, (in collaborazione con Marco Pivato),  Roma, Castelvecchi, 2021.
- Goffredo Mameli. Fratelli d’Italia, Milano, Garzanti, 2021
- La felicità in bicicletta, Bologna, Il Mulino, 2021
- Tifo. La passione sportiva in Italia (con Daniele Marchesini), Bologna, Il Mulino, 2022
- Andar per colonie estive, Bologna, Il Mulino, 2023
- Contro lo sport. Da Pio X a Umberto Eco, Milano, UTET, 2024
- Alla riscossa! Emozioni e politica nell’Italia contemporanea, Il Mulino, 2025

## Premi letterari e riconoscimenti
- Premio CONI 1991; Premio Selezione Bancarella Sport 1992 e 1993; Premio "Frontino Montefeltro" 2000; Premio "Guidarello 2001"; Finalista Premio "Acqui Storia" 2000 e 2019; Premio "Mario Alighiero Manacorda" 2019. Premio "Biblioteche di Roma" 2023;
- Nel 2023 la Città di Rimini gli ha conferito il "Sigismondo d'Oro" per avere "onorato, con la propria attività, la città di Rimini".